# История Каспийской флотилии
История Каспийской флотилии ВМФ России, одного из старейших образований российского флота.

## ЭпохаДревней Руси
Русские купцы и мореходы издавна знакомы были с Хвалынским (Хвалисским) морем, и совершали по нему торговые поездки в Персию и Ширван.
Древнерусские летописи сообщают о первых походах русичей на Каспийское море уже начиная с IX века. Они совершались на ладьях или стругах — судах, приспособленных, как к речному судоходству, так и к выходу в море. Первый морской поход на Каспийское море датируется 880 годом. Арабские летописные источники упоминают о нападении русских кораблей на побережье Табаристана и город Абесгун (Ашур-Ада). В том походе русы были разбиты местным правителем Хасаном. После этого неудачного похода, следующий был предпринят только через 29 лет в 909 году. Тогда участникам похода удалось овладеть городами Абесгун и Макале (Миан-Кале), находившиеся в Астрабадском заливе. Походы к богатому побережью Каспия многократно продолжались в X веке.
Согласно сведениям арабского историка Ибн Мискавейха, в 943 году древние русы совершили через Каспий опустошительный поход на богатый торговый город Бердаа (Партав) в Кавказской Албании (совр. Азербайджан).
Последний же поход к Каспию был проведён в 1175 году. Тогда флотилия из 72 судов совершила набег на южное и западное побережья моря. Во время этого странствия удалось овладеть побережьем Ширвана и утвердились в городе Шемаха. После столкновений с правителями тех земель, русские суда ушли на север.
К концу XII века, после нашествия монголо-татар, интерес к Каспийскому морю на Руси угас более чем на 300 лет, и основное внимание переключилось на Балтийское море.

## ЭпохаРусского царства

### Попытка создания флотилии

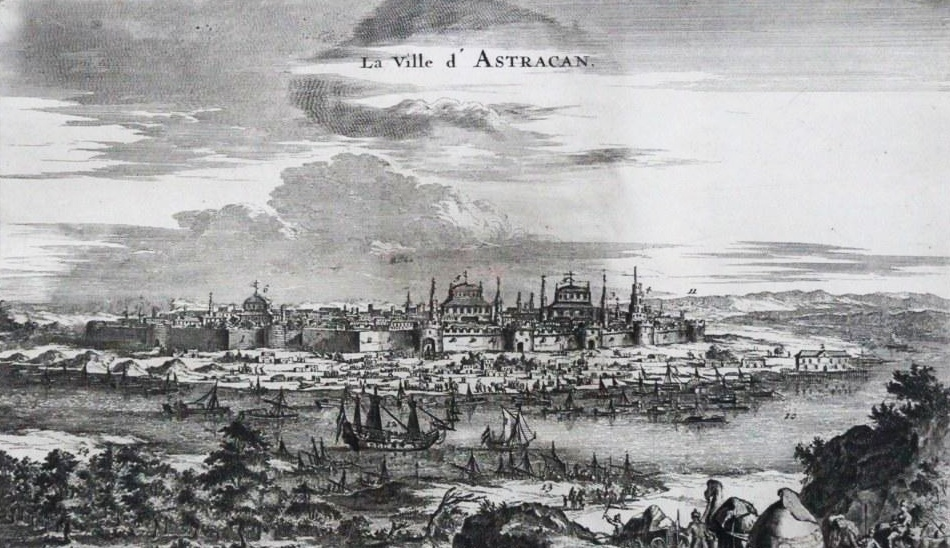
Вид города Астрахани и фрегата «Орёл» с флотилией. XVII век.

В 1466 году по Каспийскому морю совершил путешествие русский купец из Твери Афанасий Никитин, сопровождавший посольство великого московского князя Ивана III во главе с подьячим Василием Папиным к правителю туркоманского государства Ак-Коюнлу Узун-Хасану, покорившему земли современного Азербайджана.
После Взятия Казани в 1552 году, появилась потребность овладения всем Волжско-каспийским путём. Для этого Иван IV предпринял в 1554—1556 годах новый поход, в результате которого было присоединено Астраханское Ханство к Российскому государству. Появилась возможность расширения морской торговли по Каспию с южными соседями такими как Персия и странами Средней Азии. Но для этого было необходимо военное присутствие для защиты торговых путей по Каспийскому морю и Волге. Сначала эти обязанности исполняли казаки, но позже встала необходимость создания регулярной флотилии кораблей.
Такая возможность представилась только в 1634 году, когда ко двору царя Михаила Федоровича прибыло посольство от голштинского герцога Фридриха III с просьбой о разрешении для его подданных проезжать через территорию России в Персию по торговым делам. Об этом сообщает немецкий путешественник Адам Олеарий в своей книге «Описание путешествия в Московию».
Посольство также должно было договориться с русскими властями о постройке на Волге десяти судов. Русское правительство благосклонно отнеслось к этой просьбе, рассчитывая перенять у голштинских мастеров саму технологию постройки больших кораблей.
В конце 1634 года из Москвы в Нижний Новгород отправились шесть голштинских специалистов-корабелов, и к июню 1636 года первый корабль, названный в честь герцога Фридриха III «Фредериком», был спущен на воду. В марте 1636 года в Москву прибыло новое голштинское посольство, которое наняло в России команду для «Фредерика» из местных иностранцев и русских. 27 октября посольство отправилось из Москвы в Персию. По данным А. Олеария, всего на «Фредерике» в Персию плыло 126 человек.
12 ноября 1636 года, когда «Фредерик» был уже недалеко от Дербента, он попал в мощный шторм, получив серьёзные повреждения, и сел на мель. В результате от достройки остальных 9 кораблей голштинцы отказались; русские власти также потеряли к ним интерес.
В 1669 году во время царствования Алексея Михайловича возникла необходимость защиты торгового Волжского пути в связи с расширением торговых отношений России и Персии. C помощью голландских корабельных мастеров в селе Дединово Коломенского уезда 14 ноября 1667 года был заложен первый российский военный трёхмачтовый корабль — 20-пушечный «Орёл», яхта, бот и две шлюпки. Построенные суда были спущены на воду и прибыли в Астрахань, но в 1670 году во время восстания под предводительством Степана Разина эти корабли были захвачены и сожжены.
Таким образом история первых современных кораблей русского флота закончилась даже не начавшись, так как корабли не успели совершить даже одного выхода в море, а создание флотилии было отложено на 52 года.

#### Поход Донских казаков
До начала Крестья́нской войны 1670−1671 годов, Степан Разин с войском из 1000 донских казаков спустился вниз по Волге и минуя Астрахань, остановился у реки Яик, где создал базу для похода на Персию. В 1668 году хорошо подготовившись, он вышел в море на 24 стругах, вооруженных пушками. В результате набегов на персидское побережье Разину удалось захватить и разграбить множество городов и поселений. В Персии казаки провели зиму и весной 1669 года из-за давления персидских войск были сдерживать покинуть юг Каспия и вернуться к Яику. Персы же предприняли при этом попытку перехватить Разина. Для этого был отправлен флот из 50 судов. Но казаки сумели разгромить персов, так, что домой вернулось всего лишь 3 персидских корабля. К июлю флотилия вернулась домой к устью Волги. Собрав силы и подготовившись, Разин в 1670 году начинает масштабное восстание, в котором захватывает Астрахань, где губит первый русский фрегат.
Подавление крестьянского восстания, борьба за власть в России после смерти царя Федора Алексеевича, Северная война, войны с Турцией — всё это отодвинуло создание регулярной флотилии на Каспии на несколько десятилетий.

## Создание флотилии и её действия в первой половине XVIII века
Сразу после окончания Северной войны Пётр I начал интересоваться Каспийским морем и прилегающими территориями. Император знал, что если Россия сможет контролировать торговые пути в Каспийском море, это очень поднимет благосостояние страны. Пётр хотел, чтобы Россия стала посредницей в торговом отношении между Европой и Азией. Для этого заранее в 1704 году в Казани было основано адмиралтейство и начато строительство судов для Каспия. Главной целью Петр I считал завоевание побережья Каспийского моря. Российская империя таким образом смогла бы получить доступ в Среднюю Азию и Индию. Единственной страной, которая могла помешать этим планам стала Персия — мощное в то время государство, также желавшее упрочить своё положение на Каспии.
По указу Петра I, капитан Преображенского полка Александр Бекович-Черкасский в 1715-1716 годах описал восточные берега Каспия, но в следующем 1717 году трагически погиб во время похода в Хиву.

### Персидский поход
Русский регулярный флот появился на Каспии в 1722 году — именно с этого момента ведет отсчет своего существования Каспийская военная флотилия. Она взяла на себя защиту купеческих кораблей и побережья от пиратских нападений со стороны персидских и среднеазиатских разбойников. Главной базой флотилии стала Астрахань. Изначально флотилия состояла из 200 речных лодок и 45 ластовых судов. Эти корабли были спешно построены накануне персидского похода. 18 июля 1722 года Пётр вышел в Каспийское море на 274 судах с десантом в 22 тысячи человек. Соединением кораблей командовал генерал-адмирал Апраксин. Сам император командовал головным отрядом кораблей. Флотилия пошла курсом в сторону астраханского залива, где десант высадившись, соединился с 9 тысяч кавалерии, пришедшей сухопутным путём. 23 августа армия Петра заняла Дербент. Корабли при этом доставили в город провиант и артиллерию.
В этом походе стала ясна необходимость создание регулярной военной флотилии. 4 ноября 1722 года указом Петра I была основана Каспийская военная флотилия, а в Астрахани был создан военный порт для базирования флотилии. Это дата и стала днём основания Каспийской флотилии. Боевое крещение она получила уже летом 1723 года, когда по указу Петра, корабли выступили к Баку. Туда были доставлены припасы и живая сила. После 3 дневной бомбардировки с кораблей и суши, город сдался. Персидский поход был закончен 17 сентября подписанием Трактата между Россией и Персией. По нему Россия получила города Дербент и Баку, прилегающие территории, а также провинцию Гилян, Мазандаран и Астрабад.
По Рештскому договору (1732) и Гянджинскому трактату (1735) Россия возвратила все прикаспийские области Персии.

### Каспийская флотилия во второй половине XVIII века
После смерти Петра Великого, большая часть завоеваний на Каспии была утрачена. Во времена царствования Анны Иоановны по договору 1735 года эти земли отошли Персии. Но столь богатые места были очень важны для России, поэтому интерес к ним не ослабевал. Чтобы вернуть утраченное влияние в регионе, по указу Екатерины II в 1781 году в Астрахань был переведён отряд кораблей, правление которыми было поручено князю Потёмкину.
С его санкции в 1781 году капитан 2-го ранга граф Марко Войнович формирует в Астрахани отряд из трёх 20-пушечных фрегатов, бомбардирского судна и двух ботов, который перебазировался в Астрабадский залив на юго-востоке Каспия. Соединившись с несколькими ботами находившимися в городе, эта флотилия восстановила русское военно присутствие на Каспии. Уже летом того же года 8 июля на южное побережье моря было отправлено соединение кораблей на налаживания торговли. Для этого было решено построить факторию в Астрабадском заливе. После прибытия и получения разрешения у персов, строители приступили к возведению строений и причала для кораблей на полуострове Миян-Кале.

## Каспийская флотилия в XIX веке
Флотилия кораблей на Каспии особо отличилась лишь только в начале XIX века. Тогда она активно помогала русским войскам в борьбе с персами, подвозила припасы, подкрепления, продовольствие, сковывала действия персидских кораблей, участвовала в бомбардировки крепостей.
В 1813 году, с заключением Гюлистанского мирного договора, Россия приобрела монопольное право на содержание в Каспийском море военного флота.
В 1812—1818 годах на верфи Казанского адмиралтейства для флотилии строится серия 16-пушечных 3-мачтовых корветов, на одном из которых — «Казань» — капитан Н. Н. Муравьев совершил в 1819—1821 годах исследовательскую экспедицию к туркменским берегам.
В связи с утверждением России на Кавказе и усилением британского проникновения в Среднюю Азию, с 1854 года начинается планомерная работа по исследованию берегов Каспийского моря, в результате которого в начале 1860-х годов составляется Атлас Каспийского моря. Одновременно с этим, с целью обеспечения безопасности плавания военных и торговых судов, проводится реконструкция маяков на Апшеронском полуострове и Бакинского порта. В 1867 году основные силы Каспийской флотилии окончательно перебазировались из Астрахани в Баку.
После завоевания почти всего побережья Каспия, флотилия начала приходить в упадок. Служить сюда отправляли малоперспективных офицеров, не имевших связей в высших кругах, либо в чём-то провинившихся.
Тем не менее, строительство военных кораблей для Каспийской флотилии продолжалось. Всего в течение XIX века для неё были построены четыре 16-пушечных корвета, 3 бомбардирских судна, вооруженные каждое 16 орудиями, 22 вооруженных парохода, 18 бригов, имевших по 8-12 орудий, 13 шхун, из которых 10 имели по 4-6 орудий, 4 люгера (8 орудий), 2 тендера (6-8 орудий), 26 транспортов (некоторые из них имели на вооружении от 2 до 10 орудий) и другие более мелкие суда.

### Русско-персидская война (1804—1813)
После присоединения Грузии Российская империя продолжала вести наступательную политику в Закавказье. В период с 1803 по 1806 год одно за другим были подчинены закавказские ханства. Некоторые из них вошли в состав России добровольно. Это позволило хорошо укрепиться на западных берегах моря. Персия же продолжала вести упорную, но безуспешную борьбу за регион. В 1812 году персы вновь попытались взять инициативу в свои руки и пользуясь тяжёлым положением России, которая находилась в состоянии войны с Францией, начали наступление на Талы-Шинское ханство. Русские войска сумели отразить атаки и в контрнаступлении разгромили персидскую 30-тысячную армию. При этом сухопутным войскам в течение всей войны содействовала Каспийская флотилия. Факт взятия 1 января 1813 года персидской крепости Ленкорань заставил персидские войска прекратить боевые действия и подтолкнул Шаха к заключению мирного договора в Гюлистане. Россия приобрела земли западного побережья Каспийского моря до Астары, а также монопольное право на содержание флота в Каспийском бассейне.

#### Действия отряда кораблей под командованием Егора Власьевича Веселаго
22 июня 1805 года отряд кораблей в составе 1 фрегата, 1 яхты и 5 галиотов под командованием капитана-лейтенанта Егора Власьевича Веселаго подошёл к крепости Энзели. Под прикрытием огня с кораблей был высажен десант, который после непродолжительной перестрелки с персами смог овладеть берегом. Во время этой операции было захвачено 8 персидских орудий и 2 судна. Через 9 дней, 1 июля, второй десант в 450 человек с того же отряда кораблей высадился и овладел укреплением Пиребазар в Энзелийском заливе.
15 августа началась осада Баку, в которой корабли принимали активное участие. Тогда эскадра состояла из 1 фрегата, 1 яхты, 4 галиотов и 1 шлюпа, которые суммарно имели 69 пушек, бомбардировала крепость Баку, а десант с этих кораблей пошёл на штурм крепости.
За эти подвиги 26 ноября 1807 года капитан-лейтенант Егор Власьевич Веселаго был награждён орденом Святого Георгия IV класса № 1881.
С 9 декабря 1812 года по 1 января 1813 года отряд кораблей под командованием уже капитана 1-го ранга Е. В. Веселаго в составе 16 пушечного корвета «Ариадна», бомбардирского корабля «Гром», люгера «Белка» и одного шхоута проводил обстрел персидской крепости Ленкорань и десантом помог сухопутным войскам, осаждавшим крепость. После взятия крепости была открыта прямая дорога для русских войск для вторжения в Персию.
20 декабря 1815 года капитан-командор Егор Власьевич Веселаго был назначен начальником эскадры в Каспийском море. Скончался Е. В. Веселаго в 1823 году.

### Русско-персидская война (1826—1828)

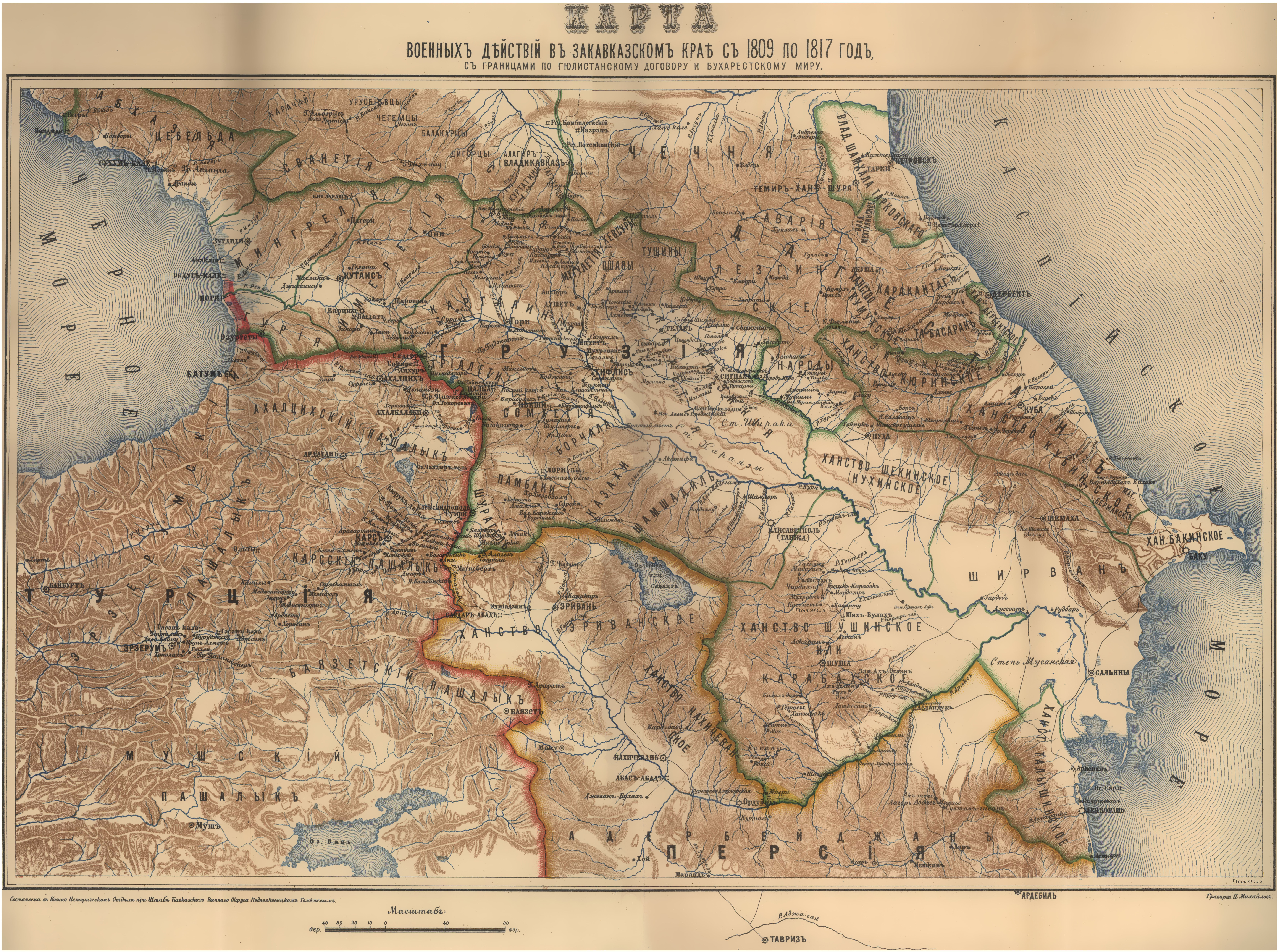
Закавказский край на момент начала войны (границы указаны согласно Гюлистанскому и Бухарестскому договорам)

Гюлистанский договор, вызывал сильное недовольство в персидском правительстве, оно начало готовиться к новой войне, целью которой было вернуть потерянный земли, и ослабить позиции России в Закавказье и Каспийском море. В июле 1826 года, 60-тысячная персидская армия вторглась в русские земли без объявления войны и заняла Карабахское ханство. Так как война велась вблизи моря, русской армии активно помогала Каспийская флотилия.
20 июля 1826 года флотилия в составе около 35 кораблей встала на рейд крепости Ленкорань для содействия в её обороне, так как имела место угроза нападения персидских войск именно в этом месте. Командовал соединением генерал-майор П. Г. Орловский. Уже через неделю 27 июля персидская армия подошла к крепости. Флот активно помогал обороняющийся в крепости, обстреливал пехоту и конницу врага. 1 августа флотилия забрала русских солдат, вынужденных оставить крепость под натиском превосходящих сил противника, и переправила их в Баку. Когда персы подошли к Баку, корабли своими действиями отогнали персидский флот в море, тем самым лишив сухопутные персидские части поддержки с моря. В этих боях особой активностью отличился бриг «Орёл».
С мая по сентябрь 1827 года корабли продолжали боевые действия против персов. За зиму флотилия пополнилась новыми кораблями, в их число входило 8 бригов, 2 транспортных и несколько вооружённых судов, нанятых у частных судовладельцев. С открытием навигации по морю, флотилия в 55 вымпелов, содействовала продвижению русских войск под командованием генерала Паскевича в персидские ханства Эривань и Нахичевань, занималась транспортировкой припасов и продовольствия наступающим русским частям.
10 февраля 1828 года был заключён мирный договор между Россией и Персией. По нему Россия сохранила права на земли до реки Астары, получила Эриванское и Нахичеванское ханства. Персия должна была заплатить 20 миллионов рублей контрибуции, а также не имела право содержать флот на Каспии, что частично повторяло соглашение 1813 года.

### Каспийская флотилия в конце XIX — начале XX века
В конце XIX века на Каспии началась промышленная добыча нефти. Именно тогда Каспийское море привлекло к себе внимание крупнейших держав мира. К этому времени (с 1867 года) главной базой Каспийской флотилии стал город Баку. Уже в 1880—1885 годах на Каспии появляются первые танкеры — «Зороастр», «Норденшельд», «Будда». К 1 сентября 1899 года здесь курсировали 345 наливных судов (133 паровых и 212 парусных). Наличие мощного наливного флота в Бакинском нефтепромышленном районе значительно облегчало экспорт нефтепродуктов на российские и мировые рынки.
В начале XX века Каспийская военная флотилия состояла из 2 канонерских лодок, 4 пароходов, 2 баркасов, парусной морской баржи и 3 плавучих маяков, однако все они устарели и требовали замены. С этом целью на Новоадмиралтейском заводе в 1910 году были построены две однотипные примерно 700-тонные канонерские лодки — «Карс» и «Ардаган» — каждая из которых вооружена была двумя 120-мм и четырьмя 75-мм орудиями системы Канэ.
Основными задачами флотилии были охрана торговых и рыбных промыслов на Каспии, а также отстаивание русских торгово-промышленных интересов в Иране. Поскольку флотилия некоторое время входила в состав Черноморского флота (командующий Черноморским флотом занимал должность Главного командира флота и портов Чёрного и Каспийского морей), нижним чинам была присвоена (за оборону Севастополя — черноморцами) георгиевская лента, которую личный состав носил на бескозырках.

## Начало XX века. Гражданская война в России

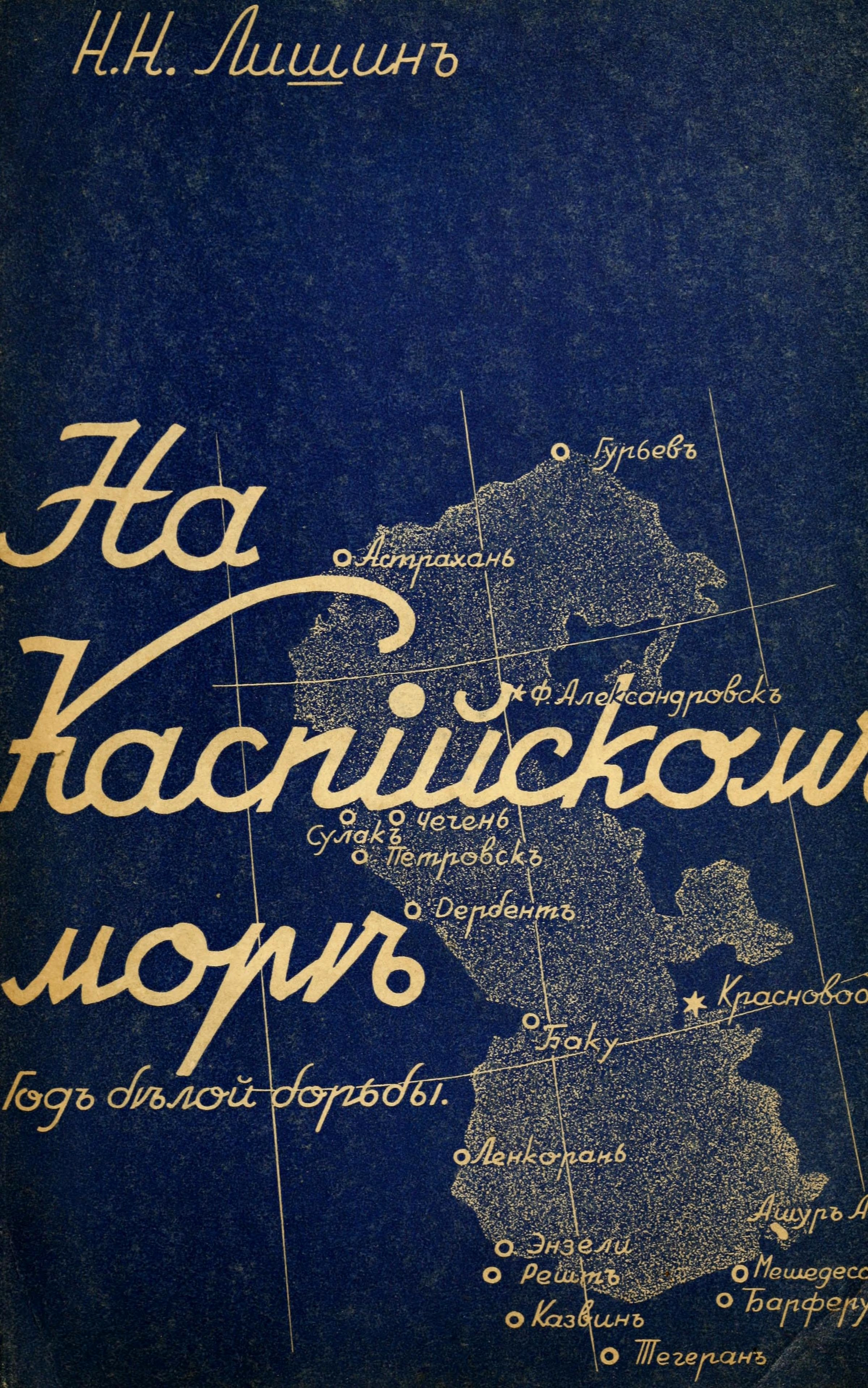
Обложка книги «На Каспийском море. Год Белой борьбы»

После Октябрьской революции в России и началом Гражданской войны, Белым движением были организованы Вооружённые силы Юга России, в состав которых вошла и Каспийская флотилия воссозданная в 1919 году. Весь этот год её корабли были в море и не выпускали красных из Волги, что позволило полностью обезопасить Каспийское море от РККФ. Каспийская флотилия помогала сухопутным войскам белых, вела боевые действия с кораблями Волжско-Каспийской флотилии РККФ. Вокруг Астрахани, кораблями флотилии было выставлено минное заграждение из 200 мин, которое обеспечило морскую блокаду города. К началу 1920 года она имела в своём составе 9 вспомогательных крейсеров, 7 канонерских лодок, военно-морскую авиацию, включавшую 10 гидросамолётов на двух авиатранспортах, а также ряд вспомогательных судов. Командующим был назначен контр-адмирал А. И. Сергеев, а после него капитан 1 ранга Б. Н. Бушен. В марте 1920 года встала задача не дать выйти из Астрахани флоту РККФ усиленному настоящими боевыми кораблями с Балтийского флота. Но Из-за того, что Красная армия захватила основные пункты базирования Гурьеве и Красноводске, в апреле 1920 года покинула север Каспийского моря и перебазировалась в Баку. Во время стоянки на рейде города, адмирал Сергеев приказал спустить Андреевский флаг и сдать корабли и имущество Азербайджану, но командиры отказались выполнить этот приказ, сказав, что Андреевский флаг ни перед кем не спустят. Сергеев тогда ушёл с должности командира флотилии, приказал спустить свой адмиральский флаг. Позже из Баку остатки флотилии перешли в иранский порт Энзели, который находился под контролем Великобритании. Во время этих переходов, флотилию покинули вспомогательный крейсер «Австралия» и посыльное судно «Часовой», которые перешли на сторону большевиков. По прибытии в Энзели флотилия была интернирована англичанами. 17 мая началась Энзелийская операция, которую проводила Красная армия. 23 корабля и 4 гидросамолёта, которые ранее принадлежали ВСЮР были захвачены у англичан. Эти корабли и самолёты позже вошли в состав РККФ.